# Recreation Ground (Bath)

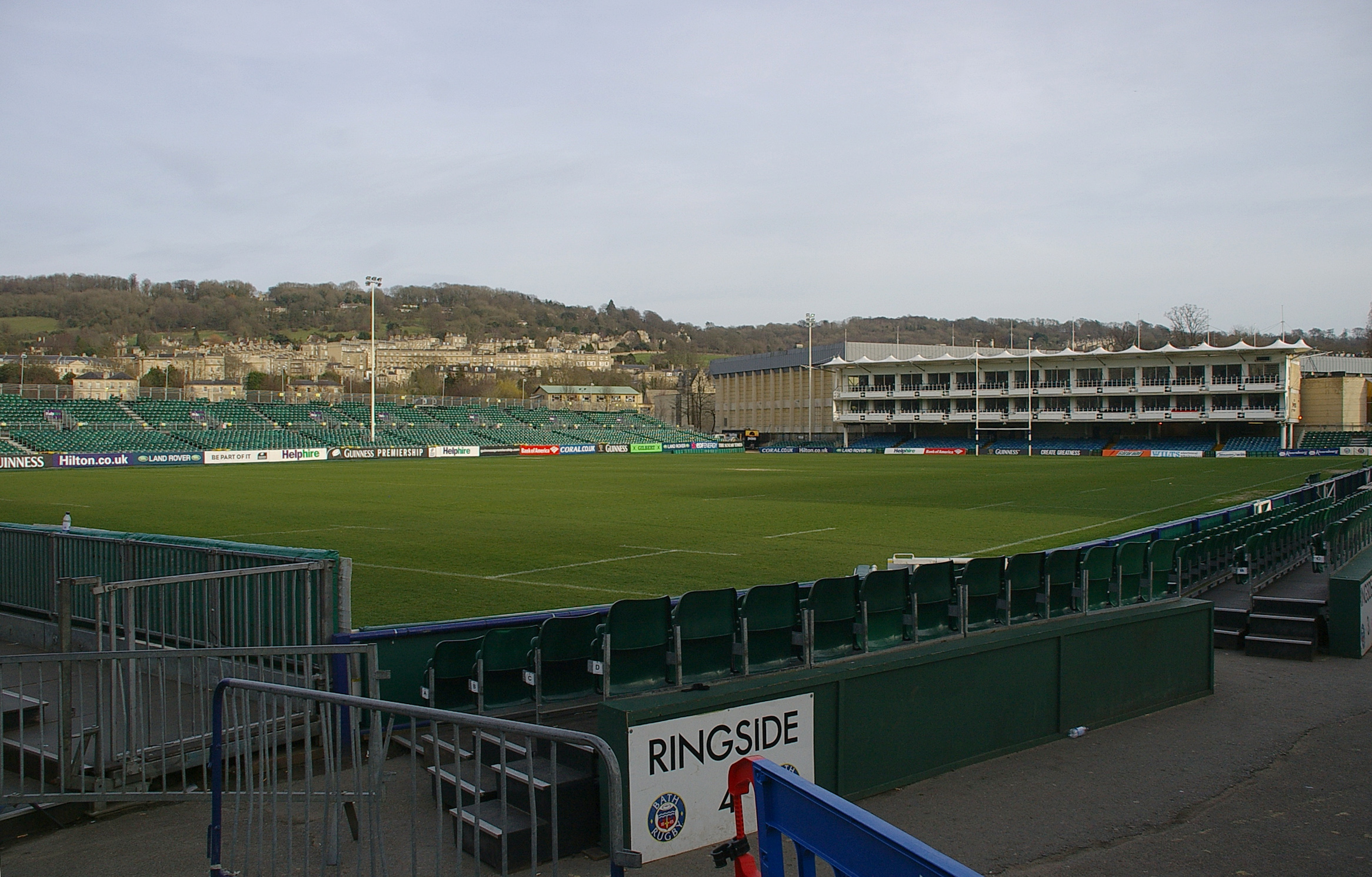
The Rec 2009

Recreation Ground (auch The Rec genannt; wörtliche Übersetzung: Erholungsgelände) ist ein Stadion in der englischen Stadt Bath. Es steht nördlich des Stadtzentrums unmittelbar am Ufer des Flusses Avon und bietet 14.000 Zuschauern Platz. Das im Jahr 1880 erbaute Stadion wird hauptsächlich für Rugby Union verwendet und ist das Heimstadion von Bath Rugby. Im Sommer wird jeweils die temporäre Osttribüne abmontiert, um Platz für Cricket zu schaffen. Dieses Cricketspielfeld wird meist für lokale Spiele verwendet, zweimal im Jahr aber auch durch den Somerset County Cricket Club im Rahmen der County Championship.